# Estornell de la Melanèsia
L'estornell de la Melanèsia (Aplonis zelandica) és un ocell de la família dels estúrnids (Sturnidae). El seu estat de conservació es considera gairebé amenaçat.

## Hàbitat i distribució
Habita els boscos de les terres baixes de les illes de Nendo i Vanikoro, a les illes Santa Cruz, i a les illes Banks i altres illes de l'Arxipèlag de Vanuatu.